# Jamie T
Jamie Treays is een zanger uit het Verenigd Koninkrijk. Zijn muziekstijl valt te beschrijven als een mix van hiphop en indie met post-punk invloeden. Zijn stijl wordt vaak beschreven als cockney rap.
In 2007 kwam zijn album Panic Prevention uit, met de singles Calm Down Dearest, If You Got The Money en Sheila. In datzelfde jaar staat hij op Motel Mozaique en Lowlands.
In 2008 werkt hij mee aan Norman Cooks project de Brighton Port Authority (The BPA). Het resultaat is twee nieuwe nummers. Eén nummer verschijnt op de ep van de BPA in 2008. De andere staat op het debuutalbum van de BPA genaamd I Think We Are Gonna Need A Bigger Boat, welke in 2009 verscheen.
Op 12 januari 2009 had Jamie T een nieuw nummer op zijn website gezet: "Fire Fire". Dit nummer verscheen niet als single en ook niet op zijn nieuwe album.
Zijn 2e album verscheen in 2009. Enkele nieuwe nummers zijn Sticks n Stones, Man's Machine en Chaka Demus.

## Discografie

### Albums
- Panic Prevention (2007) # 4 UK
- Kings & Queens (2009)
- Carry on the grudge (2014)
- Trick (2016)

### Ep's
- Betty and the Selfish Sons - 6 januari 2006

### Singles
- "Sheila" - 3 juli 2006 - #22 (UK)
- "If You Got The Money" - 16 oktober 2006 - #13 (UK)
- "Calm Down Dearest" - 15 januari 2007 - #9 (UK)
- "Sheila (Re-Issue)" - 7 mei 2007 - #15 (UK)

### 7"
- Selfish Sons 7" (PANICSDJ001) (uitgekomen in 2006, met een limiet van 500 kopieën)

1. Side A - "So Lonely Was The Ballad"
2. Side B - "Back In The Game"

- Salvador 7" (PANICS002) (uitgekomen in 2006, met een limiet van 500 kopieën)

1. Side A - "Salvador"
2. Side B - "Livin' With Betty"

## B-Sides

### If You Got The Money B-Sides
- If You Got The Money (|Miloco demo versie)
- A New England ( Billy Bragg cover)

### SheilaB-Sides
- Northern Line
- Sheila (live @ Panic Prevention Disco)
- Rawhide (feat. Lily Allen)
- Meet Me On The Corner
- Back To Mine For A Moonshine

### Calm Down Dearest B-Sides
- Fox News
- Calm Down Dearest (akoestisch)
- Feel Me

### Jamie T Remixes
- Gorillaz - Kids With Guns (Jamie T's Turns To Monsters Remix)
- Hot Club De Paris - Shipwreck (Jamie T remix)
- Kid-KO - So Crazy Was The 113[1]
- Sheila (Cass and Ettes remix)